# Bryoptera marmoraria
Bryoptera marmoraria är en fjärilsart som beskrevs av Walker 1862. Bryoptera marmoraria ingår i släktet Bryoptera och familjen mätare. Inga underarter finns listade i Catalogue of Life.